# Ramathibodi I

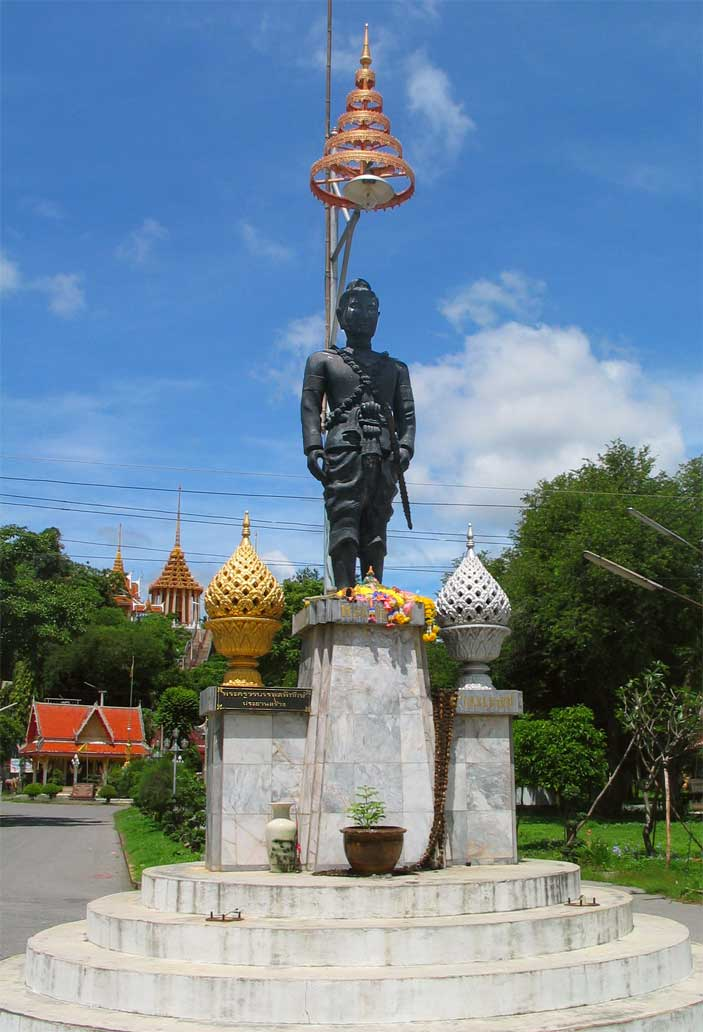
Statua w dystrykcie Amphoe.

Ramathibodi I (ur. 1315, zm. 1369) – pierwszy król Syjamu od roku 1350. 
Przed wstąpieniem na tron 4 marca 1341 roku znany był jako książę U Thong. Prawdopodobnie urodził się w Chiang Sae, w tym samym miejscu, gdzie narodził się legendarny Khun Borom, i gdzie narodził się buddyzm tajlandzki. 
Założył miasto Ayutthaya, które zostało jego stolicą. Opracował zbiór praw, który częściowo nadal obowiązuje.
Dla bezpieczeństwa politycznego swojego kraju, jego małżonką została córka królewskiej rodziny Suphanburi oraz prawdopodobnie był żonaty z córką władcy Lopburi. 